# Mew
Mew (japanski: ミュウ Myū) jedan je od 1025 fiktivnih vrsta Pokémona iz medijske franšize Pokémon, skupa Pokémon videoigara, animiranih serija, manga stripova, knjiga, igraćih karata i drugih medija kojima je tvorac Satoshi Tajiri. Svrha je Mewa u videoigrama, animiranoj seriji i manga stripovima, kao i svrha ostalih Pokémona, borba s divljim Pokémonima – neukroćenim stvorenjima koje igrači i likovi pronalaze dok kreću na razne avanture – i pripitomljenim Pokémonima drugih Pokémon trenera.

## Etimologijaimena
Ime Mew moglo bi se odnositi na njegov mačkolik izgled, dajući imenu onomatopejski prizvuk glasanja mačeta. Istovremeno, moglo bi vući korijene iz japanske riječi "myō" = jedinstven, ili engleske riječi "mutant".

## Pokédex podaci
- Pokémon Red/Blue: Tako je rijedak da ga znanstvenici smatraju čudom. Samo su ga rijetki uživo vidjeli.
- Pokémon Yellow: Dlaka ovog Pokémona tako je fina i nježna da ju je moguće vidjeti samo pod mikroskopom.
- Pokémon Gold: Smatra se kako se pojavljuje samo pred osobama nevinog i neiskvarenog srca koji imaju snažnu želju vidjeti ga.
- Pokémon Silver: Kažu kako njegova DNK sadržava genetski kod svih postojećih Pokémona, te je iz tog razloga sposoban služiti se brojnim tehnikama.
- Pokémon Crystal: Zbog sposobnosti učenja bilo koje tehnike, neki su znanstvenici započeli s istraživanjima o tome je li Mew zapravo predak svih Pokémona.
- Pokémon Ruby/Sapphire: Smatra se kako Mew sadržava genetsku kompoziciju svih poznatih Pokémona. Sposoban je učiniti se nevidljivim po želji, pa time izbjegava primjećivanje čak i kada je neposredno uz ljude.
- Pokémon Emerald: Smatra se kako Mew sadržava genetsku kompoziciju svih poznatih Pokémona. Sposoban je učiniti se nevidljivim po želji, pa time izbjegava primjećivanje čak i kada je neposredno uz ljude.
- Pokémon FireRed: Pokémon pronađen u Južnoj Americi kojeg se dugo smatralo izumrlim. Veoma je inteligentan i sposoban je naučiti bilo koji napad.
- Pokémon LeafGreen: Tako je rijedak da ga znanstvenici smatraju čudom. Samo su ga rijetki uživo vidjeli.
- Pokémon Diamond/Pearl: Zbog sposobnosti učenja bilo koje poznate tehnike, mnogi znanstvenici smatraju Mewa pretkom svih poznatih Pokémona.

## U videoigrama
Mew je jedan od Legendarnih Pokémona te je, kao takav, jedinstven. Ne postoji način hvatanja Mewa unutar ijedne RPG Pokémon igre dosad. Potrebno je osobno nazočiti posebnim događanjima koji se odvijaju u pojedinim zemljama gdje igrači mogu dobiti Mewa.
Mew se ne ističe ni u jednoj statistici. Svaka od njih iznosi 100 bodova, te ovu osobnost dijeli s Celebijem, Jirachijem, Shayminom i Manaphyjem. 
Unatoč upornim navodima Pokédexa kako je Mew sposoban naučiti svaku od poznatih tehnika, oni zapravo nisu točni. Mew nije sposoban naučiti tehnike koje mogu naučiti samo potpuno razvijeni početni Pokémoni, kao što su Mahnita biljka (Frenzy Plant), Eksplozivni žig (Blast Burn) i Vodeni top (Hydro Cannon), te tehniku Zmajskog meteora (Draco Meteor), koju mogu naučiti isključivo Zmaj Pokémoni. Također, Mew nije sposoban naučiti Kamuflažu (Camouflage), unatoč navodima da je sposoban učiniti se nevidljivim, kao ni Teleportiranje (Teleport). Sve ove tehnike Mew je ipak sposoban iskoristiti putem Metronoma (Metronome). Istovremeno, Mew je sposoban naučiti Privlačnost (Attract) i Očaravanje (Captivate), no kako Mew zapravo nema spola, ove tehnike nemaju nikakvog učinka nakon što ih Mew izvede.

## Tehnike
| Prirodne tehnike            | Prirodne tehnike | Prirodne tehnike |
| --------------------------- | ---------------- | ---------------- |
| Tehnika                     | Vrsta tehnike    | Razina           |
| Mljevenje (Pound)           | Normalni         |                  |
| Transformacija (Transform)  | Normalni         |                  |
| Mega udarac (Mega Punch)    | Normalni         | 10               |
| Metronom (Metronome)        | Normalni         | 20               |
| Psihička (Psychic)          | Psihički         | 30               |
| Barijera (Barrier)          | Psihički         | 40               |
| Drevna moć (AncientPower)   | Kameni           | 50               |
| Amnezija (Amnesia)          | Psihički         | 60               |
| Inicijativa (Me First)      | Normalni         | 70               |
| Štafeta (Baton Pass)        | Normalni         | 80               |
| Opaki zaplet (Nasty Plot)   | Mračni           | 90               |
| Kuglasta aura (Aura Sphere) | Borbeni          | 100              |

## Statistike
| HP:      | 100 |  |
| Attack:  | 100 |  |
| Defense: | 100 |  |
| Special: | 100 |  |
| SpAtk:   | 100 |  |
| SpDef:   | 100 |  |
| Speed:   | 100 |  |

Statistika Special korištena je samo tijekom prve generacije; kasnije je podijeljenja na Special Attack i Special Defense statistike.

## U animiranoj seriji
Dva različita Mewa pojavila su se u Pokémon filmovima. U prvom filmu, Mewtwo Strikes Back, Mew se uključio u borbu sa svojim klonom, Mewtwoom. Uz to, isti je Mew viđen u posebnom filmu Mewtwo Returns; iako u jednom trenutku Mewtwo razmišlja o životu kroz san, nije poznato je li ovo zapravo njegov život dok je bio Mew, ili se jednostavno radi o nekom drugom Mewu. U osmom filmu, Lucario and the Mytery of Mew, još je jedan Mew oteo Ashovog Pikachua i Meowtha Tima Raketa.
Postupci Lawrencea Trećeg u filmu The Power of One pokrenuti su zbog drevne karte Mewa; sama karta prikazan je i u filmu.
Nando, Pokémon koordinator, posjeduje harfu stilizranu prema Mewu.